# Fäbodtjärnen (Jörns socken, Västerbotten)
Fäbodtjärnen är en sjö i Skellefteå kommun i Västerbotten och ingår i Kågeälvens huvudavrinningsområde.